# Saison 4 de The Magicians
 (avril 2019).
Si vous disposez d'ouvrages ou d'articles de référence ou si vous connaissez des sites web de qualité traitant du thème abordé ici, merci de compléter l'article en donnant les références utiles à sa vérifiabilité et en les liant à la section « Notes et références ».
Chronologie
Saison 3 Saison 5
Cet article présente les épisodes de la quatrième saison de la série télévisée américaine The Magicians.

## Distribution

### Acteurs principaux
- Jason Ralph (VF : Rémi Caillebot) : Quentin Coldwater
- Stella Maeve (VF : Audrey Sablé) : Julia Wicker
- Olivia Taylor Dudley (VF : Charlyne Pestel) : Alice Quinn
- Hale Appleman (VF : Benjamin Gasquet) : Eliot Waugh
- Arjun Gupta (VF : Sylvain Agaësse) : William « Penny » Adiyodi
- Summer Bishil (VF : Joséphine Ropion) : Margo Hanson
- Rick Worthy (en) (VF : Frantz Confiac) : Henry Fogg
- Jade Tailor (en) (VF : Laurence Mongeaud) : Kady Orloff-Diaz
- Brittany Curran (VF : Anne-Laure Gruet) : Fen
- Trevor Einhorn (en) (VF : Jean-Christophe Clément) : Josh Hoberman

## Liste des épisodes

### Épisode 1:Égarés
- États-Unis : 23 janvier 2019 sur Syfy
- France : 5 février 2019 sur Syfy France

### Épisode 2:En quête de mémoire
- États-Unis : 30 janvier 2019 sur Syfy
- France : 5 février 2019 sur Syfy France

### Épisode 3:L'ours porte-malheur
- États-Unis : 6 février 2019 sur Syfy
- France : 12 février 2019 sur Syfy France

### Épisode 4:Épouse-moi ou… tue-moi
- États-Unis : 13 février 2019 sur Syfy
- France : 19 février 2019 sur Syfy France

### Épisode 5:L'impossible évasion
- États-Unis : 20 février 2019 sur Syfy
- France : 26 février 2019 sur Syfy France

### Épisode 6:Réfugiés des temporalités
- États-Unis : 27 février 2019 sur Syfy
- France : 5 mars 2019 sur Syfy France

### Épisode 7:L'Effet secondaire
- États-Unis : 6 mars 2019 sur Syfy
- France : 12 mars 2019 sur Syfy France

### Épisode 8:La Dame en vert
- États-Unis : 13 mars 2019 sur Syfy
- France : 19 mars 2019 sur Syfy France

### Épisode 9:Le Serpent
- États-Unis : 20 mars 2019 sur Syfy
- France : 26 mars 2019 sur Syfy France

### Épisode 10:Sous l'armure éclatante
- États-Unis : 27 mars 2019 sur Syfy
- France : 2 avril 2019 sur Syfy France

### Épisode 11:Le Scelleur
- États-Unis : 3 avril 2019 sur Syfy
- France : 9 avril 2019 sur Syfy France

### Épisode 12:La Mer secrète
- États-Unis : 10 avril 2019 sur Syfy
- France : 16 avril 2019 sur Syfy France

### Épisode 13:La Jonction
- États-Unis : 17 avril 2019 sur Syfy
- France : 23 avril 2019 sur Syfy France